# ベーシックマスター
ベーシックマスター（Basic Master）は、日立製作所製のパソコンのシリーズである。
個人所有のほか教育機関用など、かなりの台数が普及した。
1978年初代モデルの MB-6880 が発売。当時はまだパソコンという呼称が普及しておらず、『日立マイクロコンピューター ベーシックマスター』という名称で発売された。なお MB-6880は 実質的に日本国内初の8ビットパソコンであり、国内のパーソナルコンピュータ史を説明する際に重要な機種であり、1980年発売のMB-6890（ベーシックマスター レベル3）も国立科学博物館の定めた重要科学技術史資料（通称:未来技術遺産）の第00206号として2015年9月1日に登録された機種であり、技術史上重要な機種である。
本記事では後に発売されたS1シリーズなどについても、併せて説明する。

## ベーシックマスター

### 初代機 MB-6880

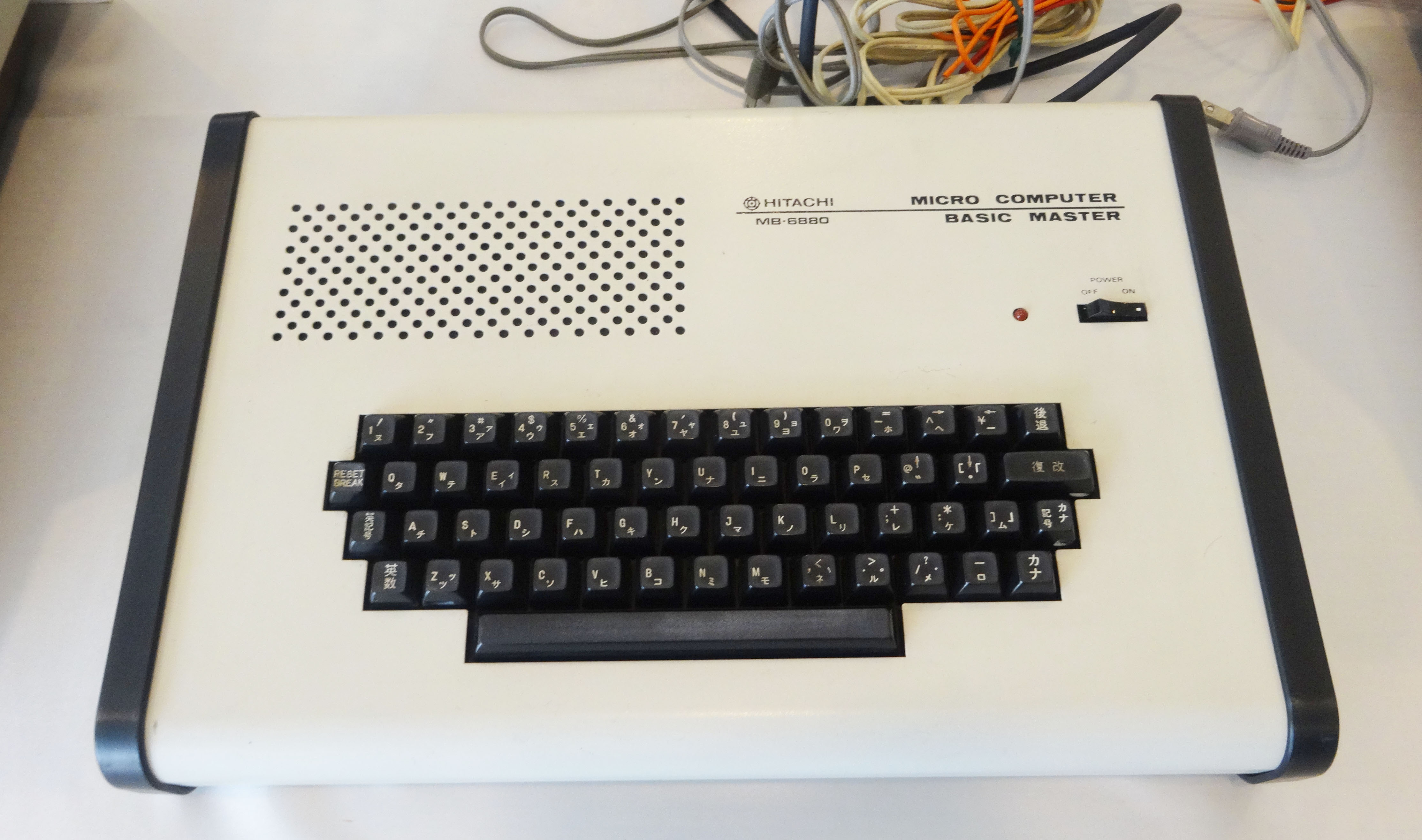
ベーシックマスターMB-6880（1978年）

ベーシックマスターの初代機の正式の商品名（商品ブランド + 型式名）はもともと「ベーシックマスター MB-6880」であった。なお、翌年以降に後継機のMB-6880L2やMB-6881が発売されると、愛好家の間ではそれぞれが「レベル○」や「ベーマス○」などの略称や愛称で呼ばれ、それに伴い初代機はレトロニムで「レベル1」という愛称で呼ばれるようになった。
MB-6880は1978年9月に発売された、国内初の8ビットパソコンである。同様の製品がマイコンと呼ばれていた当時、「パーソナルコンピューター」という言葉を日本で最初に大々的に使ったのは日立である。
この機種以前には大手の電機メーカーから発売されたものは、TK-80のような基板剥き出しのワンボードマイコンや、キーボードが付属したもの（一体型）でも非常に高価な品で、まるで“パーソナル”とは言えなかった。ベーシックマスターは一般家庭用TVをモニターとして使用できる仕様にして総購入価格を抑えて使い始められるようにしていたなど、個人や家庭での使用つまり「パーソナル」な使用を意識した商品であり、当時の日立が広告に謳ったようにまさに「パーソナルコンピュータ」であった。
製作したのは日立製作所のコンピュータ部門ではなく、同社の横浜工場のテレビ部隊である。当時はまだマイクロコンピューターが商品として成立するかどうか疑問視されていた。日立社内における当機の位置づけは「日立製作所のコンピューター製品」というよりも、「家庭用のニッチ家電」だった。
黎明期の日本製パーソナルコンピューターらしく、キーボードの「RETURN」に相当するキーは「復改」、「BackSpace」は「後退」と表記されている。これはJr.以前までの当シリーズ3機種共通の仕様である。電源ユニットは内蔵ではなく、ACアダプタのように外部に独立していた。同時に専用モニタ（キャラクターディスプレイ K12-2050G。12インチ）も発売されたが、家庭用テレビにも出力することができた。
後述の「ベーシックマスターレベル2」発売と同時にレベル2交換用ROMが4万円で販売され、ROM交換を行うことでレベル2と同機能にアップグレードできた。
以後、本記事の本文中では「レベル1」「レベル2」などの通称を主として表記することもあるが、それでは機種の個別識別がかなり困難なので、やはり原則的にはMB-xxxxといった正式の型式名も併記する。

#### 諸元
- 形式 MB-6880
- CPU HD46800（6800互換・750kHz）
- メモリー ROM 8KB / RAM 4KB
- グラフィック解像度 64×48ドット 単色
- 主な外部記憶はカセットテープレコーダーであり、速度は300ボー。

外付けでカセットMT（データレコーダー）がオプションで用意された。

#### BASICインタプリター
BASICのコマンドには、以下のような機能があった。
- LISTまたはL（短縮形）　：入力したコードの表示、行番号を指定して表示可能。
- SEQ　：行番号を自動的に生成する機能。改行すると次の行番号が表示される。マイクロソフト系BASICのAUTOコマンドに相当する。※ レベル2のコマンド[7]
- RESEQ　：行番号を指定された刻みで整列する機能。マイクロソフト系BASICのRENUMコマンドに相当する。※ レベル2のコマンド[7]
- RUNまたはR（短縮形）　：コードを実行する。
- SAVE　：カセットテープにコードを出力する。
- LOAD　：カセットテープからコードを入力する。
- VERIFY　：カセットテープに出力した内容が正しいかどうかを確認する。

#### 機械語モニタ
機械語モニタモード（モニタモード）に入るには、MONITORまたはMON（短縮形）と入力し、終了するにはEをタイプする。
- M : メモリを256バイトずつ直接編集可能なモード。機械語を直接入力したりメモリの内容を書き換えることが可能。
- G : ユーザプログラムを実行する機能。
- S : 機械語をステップ実行する機能。

その他、レジスタの内容を直接書き換える機能があった。

### シリーズ製品（レベル2、レベル2 II、Jr）
ベーシックマスターレベル2（MB-6880L2)
（1979年2月発売／標準価格228,000円）
- MB-6880L2 ROM 16KB / RAM 8KB

レベル1に対して、浮動小数点演算などBASICの機能を強化したモデル。内蔵BASICは「レベル2BASIC」と呼ばれる。
ベーシックマスターレベル2 II（MB-6881）
（1980年発売／標準価格148,000円）
- MB-6881  ROM 16KB / RAM 16KB

後述のレベル3と前後して発売された。RAMを増設、価格を改定したモデル。
レベル2と区別するためにL2 IIと表記されることもある。
「かな」ロックすると、キークリック音が変わる。キーボードからのホットスタートが出来なくなるといった変更点があり、ROM内のプログラムのアドレス変更やBASICの中間コードの変更は、L2との互換性の点で問題となることがあった。
キー周りが本体と色が違うプレートで覆われた。これにより、使い込んだ際の本体塗装の白色の汚れや禿げが目立たなくなった。
シャープのMZ-80や日本電気 (NEC) のPC-8001と共にパソコン御三家と俗称で呼ばれた。この呼称はコンシューマー向けとしてのものであり、当時はその3メーカーがメインであった所から来ているものと思われる。しかし、FM-8の登場によって、その後は富士通にその座を譲ることになった。
ベーシックマスターJr.　（MB-6885）
（1981年発売／標準価格89,800円）
- MB-6885  ROM 16KB / RAM 16KB（最大63.5KB）

後述のレベル3の姉妹機種として1981年12月に発売された。
筐体の形状が変更され、銀と黒のプラスチックをあしらった箱型になっている。キーボードはステップスカルプチャ構造で、この構造は後にレベル3 MarkIIにも採用された。Breakキーは独立し、誤押下を防ぐためのガード板で囲まれている。
キーボードの「復改」「後退」がそれぞれ「RETURN」「DEL」表記になった。
基本設計はレベル2 IIと同じだが、フルグラフィック用のVRAMが追加され、256×192ドットのグラフィックモードが利用可能になった。グラフィックモードは標準ではBASICの命令ではサポートされず、カセットテープで供給されたソフトウェアを使用するか、直接VRAMを操作する必要があった。また、別売のカラーアダプタをつけることにより、8色表示が可能となった。こうして白黒表示のマイクロソフト系でない独自ROM-BASICを搭載した機種にカラー機能を加えたものとしては他に、シャープのMZ-700や、タンディのTRS-80Model IIIなどが挙げられる。
別売りの拡張RAM(MP-9785)により64KBのRAMを増設し、I/Oを除く全てのアドレス空間をRAM領域として利用することが可能。
発売後ROMのアップグレードにより、カセットテープインターフェースの速度が1200ボーに向上するサービスが提供された。
拡張アダプター(MP-1803)を利用することで、3インチコンパクトフロッピーディスクドライブ(MP-3370)を接続可能で、ディスクベーシック(MA-5380)も発売された。
ちなみに、同年末にはNECPC-6001、コモドールVIC-1001、松下JR-100など同価格帯の、つまり抑えた価格帯のパソコンが多く発売になっている。これらの「ホビーパソコン」は最初からアミューズメントを目的に設計されたものであり、旧型機の強化で対応するには限界があった。ホビーユースを意識して、Jr.の広告においても専用のモニタではなく、家庭用テレビを使用するイメージが使用されていた。

## ベーシックマスターレベル3
MPUとしてMC6809 (6809) を搭載したパソコンである。6809搭載のパソコンとしてはFM-8よりも早く、大手電機メーカーから発売されたものとしては日本で最初に6809を搭載したパソコンである。OS-9 Level1が動作可能。同じベーシックマスターを名乗るが、デザイン・機能ともレベル1・2・Jr.とは互換性が全くない。マイクロソフトBASICはPC-8001から時代の趨勢を見て搭載されたが、6800をターゲットに開発されたものであり、当初予告されていたCIRCLE@命令が削られたり、実行速度が遅い、BAIC占有エリアが冗長など、適切なものでは無かった。グラフィック解像度の仕様はPC-8001の影響を強く受けている。
システムコールの詳細やハードウェアの回路などは、月刊I/Oの別冊『ベーシックマスター活用研究』(I/O編集部 1982)という書籍に掲載されていた。この書籍ではベーシックマスターシリーズのプログラムコンテストで優秀賞を獲得した作品がソースコードつきで掲載されていた。ゲームでは、VZ Editorの開発者による『デストロイ・エイリアン』等が掲載されている。
2015年9月1日に国立科学博物館の定めた重要科学技術史資料（通称:未来技術遺産）の第00206号として、登録された。

### ハードウェア
- CPU 6809 1MHz
- 本体とキーボードの一体型。

当時としては中程度、現在から見ればかなり大きな筐体だった。その形状と拡張性の高さから「和製Apple II」とごく一部で呼ばれることもあった。
- BREAKキーに誤入力防止のためのカバーがついている。
- 標準でひらがなの表示が可能。

ひらがなモードでは8×16ドットによってキャラクターを表現する関係からインタレーススキャンを利用するため、ちらつきを防止するために専用ディスプレイは長残光仕様であった。
- 主な外部記憶はカセットテープレコーダーであり、速度は600ボー。

外付けで8インチ、5インチ、3インチのFDDがオプションで用意された。
- グラフィック解像度　640×200ドット または 320×200（8色）

横の解像度はテキストの表示モードに依存する。
当初はグラフィック1ドット毎にアトリビュートを指定するという構想だった。しかし、RAMの価格がまだ高価であり、結果的に1バイト単位でしかアトリビュート用のRAMが用意できず、色の指定は横8ドット単位であり、当時の言葉でセミグラフィックと呼ばれた。加えてマイクロソフト側がまだ6809用のROM-BASICの製作に不慣れだったために、当初実装が予定されていたCIRCLEに始まる新機軸のBASIC命令はROM-BASICの肥大化から削除されることとなり、通称ハイレゾリューションモード時のBASICのコンソール画面は、キー入力中にスクロールの画面更新を待つ必要があるほど遅かった。上記のように、円を描くCIRCLEなどの命令が追加されなかったため、円を描くにはBASICなどでプログラムを組む必要があった（後に DISKBASICで正式に実装された）。
- その他にローレゾリューションモードがある。このモードでのテキスト表示は比較的高速で、その構成はPC-8001にかなり類似していた。プログラム用の主記憶領域が増加することも手伝って、通常のプログラム入力時や内蔵キャラクタのみで構成されるアプリケーションやゲームを実行する時は、このモードが使われることが多かった。

### シリーズ
- （レベル3の）初代（MB-6890）

1980年5月発売。発売時の価格は298,000円、後にFM-8が218,000円で発売されたことから198,000円に価格改定された。MarkII以降との区別のため、MarkIと呼ぶことがある。OS-9は日立化成商事から発売され、画面分割型マルチウィンドウ採用、カナ文字サポート、コンカレント"BASIC09"が含まれていた。8-bit長文字データをサポートしていないOS-9でカナ文字を扱うためすべてのカナ文字の前にはSOコードが付与され2バイト表現となっていた。マルチタスク管理用インターバルタイマの設定値は62.5ms。
- MarkII（MB-6891）

1982年4月発売。198,000円。キーボードにステップスカルプチャを採用。
- Mark5（MB-6892）。

1983年5月発売。118,000円。イメージジェネレータ（プログラマブルキャラクタジェネレータ）を装備。同時期に、3インチコンパクトフロッピーディスクドライブMP-3375 (128,000円)、感熱プリンタMP-1020が発売された。オプションで16-bitカードが用意されており、MS-DOSを利用することで、FORTRAN、COBOL、PASCAL等の高級言語が使用可能。

## S1
8ビットベーシックマスターシリーズの最後の機種として、MSXパソコンMB-H1が発売された1983年の翌年、1984年に発売された。
レベル3から大幅な機能強化を図っており、独自のメモリーマッピング専用回路を搭載することにより1Mバイトのアドレス空間を実現した。ベーシックも改良されて高速化され、特にグラフィック命令描写は、当時の8ビットパソコンの中でも最高速の部類にはいるものだった。ようやく6809の性能を充分に引き出したパソコンであったが、市販ソフトウェア資産が充分でなかったこと、パソコンのCPUが16ビットへと移行しつつあった頃で、ホビーパソコンにおける日立自体のシェアが著しく落ちていたこともあり、先鋭的ではあったもののコンシューマー市場では劣勢であった。漢字でインターレース・モノクロ表示ながらも40×25行を実現できたので、晩年にはパソコン通信端末としての利用が宣伝されたりした。
CPUにはHD68B09Eを搭載し、CRTコントローラーにはそのファミリーであるCRTCを用いた他、12個の専用ゲートアレイ（カスタムLSI）を開発し、6809の処理をサポートしている。
イメージシンボルとして、ワイヤーフレームで描かれた疾走する馬が使われていた。
ゲートアレイとその機能
- YGM001 : システム制御を行う。S1モードとL3モードでクロック周波数を切り替えたり、RAMやI/Oなどのタイミング信号を作る。
- YGM002 : アドレスデコード用。20本のアドレスバスをメモリーマップにしたがってコントロール。
- YGM003 : YGM002に収まらなかったデコード回路とI/Oレジスタ機能とPSGの制御を行う。
- YGD001 : グラフィックのメモリ制御とパラレル／シリアル変換を行う。
- YGD002 : ビデオスーパーインポーズの機能（YGD001と003から出力されるパラレル／シリアル変換されたビデオ信号を取り入れてRGB信号として外部に出力する。
- YGD003 : テキスト画面とIG（イメージジェネレーター）のパラレル／シリアル変換を行う。
- YGD004 : グラフィック表示とS1で増えたI/O部分のデコードを行う他、IG（イメージジェネレーター）の制御を行う。
- YGD005 : 画面表示用のデータやアドレス出力をCPUとのサイクルスチールで行うためのバッファリング。
- YGD006 : YGD005と同様の機能。
- YGD007 : グラフィックのスーパーインポーズなどのためにCRTCから出力されるアドレスを取り込んでアドレスパターンを出力する。
- YGP001 : オプションのマウスに同梱されるLSIで、ソフトの負担を軽くするためカウンター回路が入っている。
- YGP002 : カセットとRS-232CをACIAとともに制御する。

OS-9 Level2が動作可能。
日立が発売した横浜テレビ事業部からのホビーパソコンとしては最後のシリーズとなっている。

### ハードウェア
- CPU HD68B09E 2MHz（レベル3互換モードでは1MHz）
- キーボード分離型。
- カスタムICによる独自のマッピング機能で1Mバイトのアドレス空間を実現。
  - 4KBを単位としてメモリのマッピングが可能。マッピングレジスタは16ページ分用意されており、例えば文字列の領域を12ページ目、グラフィックメモリを9ページ目などに自由に割り当てることができ、それらをシステムコールでメモリ空間を切り替えながらアクセスするといった処理をすることができた。メモリ空間の簡易保護も可能。
- RAM 48KB、VRAM 48KB（グラフィックを利用しない場合はS1 BASICのフリーエリアとして利用可能）
- レベル3互換モードがある。ROM BASICはS1 BASICとレベル3 BASICの2セット搭載。スイッチにより切り替え。
- オプションの68008カード、Z80カードを搭載することにより、OS-9/68000、CP/Mの動作が可能。

### S1-BASICの特徴
S1-BASICは従来のL3-BASICに比べて大幅にアルゴリズムの見直しがされたBASICで、マイクロソフト社の純正BASICを日立により改良したものとなっている。
- コマンド・ステートメントが新設され、かつ機能も拡張された。グラフィック関係、プリンター関係、音楽演奏関係、マウス関係など強化。
- ユーザー領域が大幅に増えた。標準実装で36KBまたは84KB、RAM拡張時で100KBまたは132KBのメモリー領域が解放され、変数領域、文字列領域がそれぞれ44KBずつ確保できる。
- ハードウェアの機能向上と相まってアルゴリズムの見直しにより処理速度が大幅に向上。

### シリーズ
- MB-S1/10 1984年5月 基本モデル
- MB-S1/20 1984年5月 第1水準漢字ROMカード搭載
- MB-S1/30 1984年12月 1MB FDD1基搭載
- MB-S1/40 1984年12月 1MB FDD2基、第1水準漢字ROMカード搭載
- MB-S1/10AV 1985年 スーパーインポーズ、サウンド（6和音）、ジョイスティック（ATARI準拠2ポート）
- MB-S1/15 1985年 /10+通信ROMカード+RS232Cポート
- MB-S1/45 1985年 /40+通信ROMカード+RS232Cポート

#### 来夢来人
- 来夢来人（Limelight Interfield Systems） JB-806E1-2 1985年

インターフィールド・コーポレーションから発売されたMB-S1と共通項を持つ機種。互換機とされることもあるが、内蔵FDDは2HDではなく2Dであり、カセットインターフェースはBASICから制御できない制限があるほか、L3モード(モードB)、ROM BASIC、イメージジェネレーター、RS-232Cインターフェース、ジョイスティックインターフェースが削除されており、S1をベースに作られた別の機種という認識の方が実情に近い。同社からは来夢来人2020(Limelight 2020)という機種も発売されているが、別の仕様の製品である。

## ベーシックマスター16000
16ビットベーシックマスターとして発売された。CPUには8088(4.77MHz)を搭載し、グラフィックアクセラレータを使用しない構成であったが、高速のグラフィックスを実現し、ビジネス用途向けに発売された。型番MB-16001では、5インチミニフロッピードライブを内蔵、640x400ドット、RS-232-Cとセントロニクスインターフェースを装備し、ソフトウェアとして、MS-DOS、BASIC、FORTRAN、COBOL、Pascal、アセンブラなどがあった。MS-DOS、BASIC は標準搭載であり、BASICは GW-BASIC であった。装備されている5インチフロッピードライブの記憶容量は320KB、RS-232-Cのデータ転送レートは150～9600bps。外部記憶装置として8インチフロッピーディスクドライブ2台を利用可能であった。型番MB-16001は標準搭載RAM容量が128KB、型番MB-16003は、同256KBであった。
書見台とされる独特の筐体を持ち、その当時にしては珍しくIBM-PC互換機でもあった。テキストベースの互換であり、PC-DOS 3.1やロータス1-2-3も実働した。